# Robert Treat Paine
Pour les articles homonymes, voir Paine.
Robert Treat Paine, né le 11 mars 1731, mort le 11 mai 1814, fut un signataire de la déclaration d'indépendance des États-Unis en tant que représentant du Massachusetts.

## Biographie
Paine est né à Boston (Massachusetts) le 11 mars 1731, descendant d'un des premiers colons, Robert Treat. Il entre à la Boston Latin School, puis est diplômé du Harvard College (aujourd'hui Université Harvard) en 1749 où il étudie la théologie, matière dans laquelle il obtient également un diplôme. Il devient commerçant, voyage dans les colonies du Sud, en Espagne, dans les Açores ou en Angleterre. Il rentre finalement chez lui pour être admis au barreau du Massachusetts en 1757 ou 1759, pratiquant à Portland (faisant partie à l'époque du Massachusetts, mais aujourd'hui du Maine), et plus tard à Taunton (Massachusetts).
En 1768, il devient délégué à la Convention Provinciale, appelée à se réunir à Boston et qui conduit à l'accusation du Capitaine Thomas Preston et de ses hommes dans le Massacre de Boston du 5 mars 1770 ; John Adams étaient opposé à ce conseil. Grand orateur, l'appel pour la justice d'Adams conquit le cœur des juges qui acquittèrent les suspects. Paine office alors à la General Court of Massachusetts de 1773 à 1774, dans le Massachusetts Provincial Congress de 1774 à 1775 et représente le Massachusetts au Congrès continental de 1774 jusqu'en 1778. Au Congrès, il signe l'appel final pour le Roi (la pétition du rameau d'olivier de 1775). En 1776, il signe la déclaration d'indépendance des États-Unis en tant que représentant du Massachusetts.
Il est l'orateur du Massachusetts à la Maison des Représentants en 1777, membre du Massachusetts Governor's Council en 1779, membre du comité ayant rédigé la constitution de 1780, Procureur Général du Massachusetts de 1777 à 1790, et enfin membre de la Cour Suprême de Justice du Massachusetts de 1790 à 1804 quand il se retire. Quand il meurt à l'âge de 83 ans le 11 mai 1814, il est enterré à la Granary Burying Ground de Boston.